# Сельское поселение Верхний Акбаш
Се́льское поселе́ние Ве́рхний Акба́ш — муниципальное образование в составе Терского района республики Кабардино-Балкария.
Административный центр — село Верхний Акбаш.

## География
Муниципальное образование расположено в южной части Терского района. В состав сельского поселения входят два населённых пункта.
Площадь территории сельского поселения составляет — 64,78 км2. Из них около 60 км2 приходятся на сельскохозяйственные угодья.
Граничит с землями муниципальных образований: Инаркой и Верхний Курп на востоке, Плановское на юго-западе, Белоглинское и Дейское на западе и Тамбовское на севере.
Сельское поселение расположено на наклонной Кабардинской равнине, в переходной от предгорной в равнинную, зоне республики. Средние высоты на территории муниципального образования составляют 281 метров над уровнем моря. Рельеф местности представляют собой в основном наклонную предгорную равнину без резких колебаний относительных высот. В недрах имеется большой запас глины для производства кирпича и черепицы.
Гидрографическая сеть на территории сельского поселения представлена ручьём Чёрная речка и Акбашским каналом.
Климат влажный умеренный с тёплым летом и прохладной зимой. Среднегодовая температура воздуха составляет около +10,5°С, и колеблется от средних +22,5°С в июле, до средних -2,0°С в январе. Минимальные температуры зимой крайне редко отпускаются ниже -10°С, летом максимальные температуры достигают +35°С. Среднегодовое количество осадков составляет около 650 мм. Основная часть осадков выпадает в период с апреля по июнь. Основные ветры — восточные и северо-западные.

## История
Сельский совет при селе Астемирово было основано в 1920 году, после окончательного установления советской власти в Кабарде.
В 1951 году в состав сельсовета было включено село Белоглинское.
В 1963 году в состав сельсовета включён основанный ранее рабочий посёлок — Заводское.
В 1992 году Верхне-Акбашский сельсовет реорганизован и преобразован в Верхнеакбашскую сельскую администрацию. Тогда же из его состава в отдельное территориальное образование было выделено село Белоглинское.
Муниципальное образование Верхний Акбаш наделён статусом сельского поселения Законом Кабардино-Балкарской Республики от 27.02.2005 №13-РЗ «О статусе и границах муниципальных образований в Кабардино-Балкарской Республике».

## Население
| 2002  | 2010  | 2012  | 2013  | 2014  | 2015  | 2016  |
| ----- | ----- | ----- | ----- | ----- | ----- | ----- |
| 3171  | ↗3173 | ↘3136 | ↘3121 | ↘3073 | ↗3096 | ↘3091 |
| 2017  | 2018  | 2019  | 2020  | 2021  | 2023  | 2024  |
| ↘3085 | ↗3093 | ↗3108 | ↘3106 | ↗3255 | ↘3252 | ↗3277 |
| 2025  |       |       |       |       |       |       |
| ↗3279 |       |       |       |       |       |       |

Процент от населения района — 6.12 %
Плотность — 50.62 чел./км2

### Национальный состав
По данным Всероссийской переписи населения 2010 года:
| Народ      | Численность, чел. | Доля от всего населения, % |
| ---------- | ----------------- | -------------------------- |
| кабардинцы | 3 132             | 98,7 %                     |
| другие     | 41                | 1,3 %                      |
| всего      | 3 173             | 100 %                      |

## Состав поселения
| № | Населённый пункт | Тип населённого пункта       | Население | Доля от населения (%) |
| - | ---------------- | ---------------------------- | --------- | --------------------- |
| 1 | Верхний Акбаш    | село, административный центр | ↗2739     | 83,9 %                |
| 2 | Заводское        | село                         | ↗516      | 16,1 %                |

## Местное самоуправление
Администрация сельского поселения Верхний Акбаш — село Верхний Акбаш, ул. Ленина, №27.
Структуру органов местного самоуправления сельского поселения составляют:
- Глава сельского поселения — Хашев Даримбек Артагович.
- Администрация сельского поселения Верхний Акбаш — состоит из 7 человек.
- Совет местного самоуправления сельского поселения Верхний Акбаш — состоит из 11 депутатов.

## Экономика
Основу экономики села составляет сельское хозяйство. Наибольшее развитие получили выращивание сельскохозяйственных технических культур.
Всего промышленных объектов на территории сельского поселения 2 - ОАО «Терек» и  Консервный завод «Акбаш».
Сельскохозяйственных предприятий на территории муниципального образования — 175.
Личных подсобных хозяйств — 650.
Хозяйств арендаторов - 74.

## Транспорт
Общая протяженность автомобильных дорог с твердым покрытием 164 км, в том числе:
- с асфальтовым покрытием — 7 км.
- с гравийным покрытием - 157 км.

Также имеются 10 мостов, из которых 7 автомобильные и 3 пешеходные.